# Litobratřice
Obec Litobratřice (německy Leipertitz) se nachází v okrese Znojmo v Jihomoravském kraji. Žije zde 494 obyvatel.

## Název
Na vesnici bylo přeneseno původní pojmenování jejích obyvatel Lutobratčici, jehož základem bylo osobní jméno Lutobratek, zdrobnělina jména Lutobrat, a znamenalo "Lutobratkovi lidé". Pravidelným vývojem vzniklý tvar Litobratčice byl podle obecného bratr upraven na Litobratřice (první známý doklad s -ř- je z roku 1459). Německé jméno se vyvinulo (mimo jiné krácením) z českého (nejstarší německý doklad a nejstarší pro ves doložený vůbec zní Lupratitz).

## Historie
První písemná zmínka o obci pochází z roku 1278 (Lupratitz).

## Pamětihodnosti
- Kostel svatého Jiří
- Socha Nejsvětější Trojice
- Socha svatého Jana Nepomuckého
- Sousoší svaté Rodiny
- Hřbitov
- Kříž